# Villa Witzenmann
Die Villa Witzenmann ist ein geschütztes Kulturdenkmal in der baden-württembergischen Stadt Pforzheim. Sie befindet sich in der Pforzheimer Südweststadt in der Etivalstraße 33.
Die Villa wurde 1956/57 vom Architekten Hansjörg Mosetter im Auftrag von Walter Witzenmann und Ruth Witzenmann-Wolber als Wohnhaus für die Familie erbaut. Es gehört stilistisch zur Nachkriegsmoderne und greift auf Formen des Internationalen Stils zurück.
Es handelt sich um einen zweigeschossigen, als Stahlbetonskelett-Konstruktion ausgeführten Dreiflügelbau mit Flachdach. Die Südfront, Patio und Pergola sind in Sichtbeton ausgeführt, ansonsten ist das Gebäude verputzt. Die Außenwände sind mit Hohlblockmauersteinen gemauert, Fenster und Glaswände wurden mit Thermopaneglas, in den Nebenräumen mit Einfachverglasung ausgeführt. Das Gebäude ist über einen überdachten Weg mit einem nördlich vorgesetzten Garagenbau verbunden.
Die Raumaufteilung wurde dem Architekten überwiegend von seiner Base Ruth Witzmann-Wolber vorgegeben. Die Wohnräume haben einen offenen Grundriss und öffnen sich durch eine Glasfront nach Süden zum Garten mit Terrasse. Der Garten wurde von Hermann Birkigt entworfen. Herzstück des Hauses bildet die zweigeschossige Bibliothek, die vom Hausherren als Repräsentationsraum und zum Empfang von Gästen genutzt wurde.
Das Gebäude befindet sich in Privatbesitz und wurde in den Jahren 2017 bis 2019 denkmalgerecht saniert und dabei in zwei Wohneinheiten geteilt.